# Celebargiolestes cinctus
Celebargiolestes cinctus är en trollsländeart som först beskrevs av Selys 1886.  Celebargiolestes cinctus ingår i släktet Celebargiolestes och familjen Megapodagrionidae. Inga underarter finns listade i Catalogue of Life.